# 犬丸一郎
犬丸 一郎（いぬまる いちろう、1926年3月10日 - 2020年3月3日）は、日本の実業家。帝国ホテル元社長。犬丸徹三の子。

## 来歴
帝国ホテル社長を務めた犬丸徹三の長男として東京・麹町に生まれる。慶應義塾幼稚舎、普通部、予科を経て、慶應義塾大学経済学部を卒業。若い頃はバンドマンであり、浜口庫之助、平岡精二らとともにジャズバンド「スウィング・サーフライダーズ」を結成してベースを担当し、ホテルや進駐軍のクラブなどで演奏していた。
1949年帝国ホテル入社。清掃係、客室係、調理場勤務を経て米国留学。当初犬丸の社長昇格に難色を示していたメインバンクの第一勧業銀行に対し、筆頭株主である国際興業創業者の小佐野賢治会長の強い推しのもと、1986年社長に就任。
1991年から1993年まで日本ホテル協会会長。1997年、社長退任と同時に取締役からも退任し、顧問に退き、のちの人事などをすべて後任の藤居寛にまかせるとした。
弟は元芝パークホテル社長犬丸二郎、妻は富士ゼロックス相談役最高顧問・小林陽太郎の妹。長男は元帝国ホテル副総支配人で和光取締役執行役員の犬丸徹郎、次男は演劇評論家の犬丸治。
2020年3月3日死去。93歳没。

## 著書
- 『帝国ホテル』（毎日新聞社 1968年）、旧帝国ホテルのガイドブック
- 『「帝国ホテル」から見た現代史』（東京新聞出版局 2002年）
- 『軽井沢伝説　避暑地・軽井沢に集った名士たちとの半世紀』（講談社 2011年）[8]
- 『帝国ホテルの流儀』（集英社新書 2012年）、ガイドブック